# هرشباخ (زلترس)
هرشباخ (به آلمانی: Herschbach) یک شهر در آلمان است که در وستروالدکرایس واقع شده‌است.